# مزرعه درخت

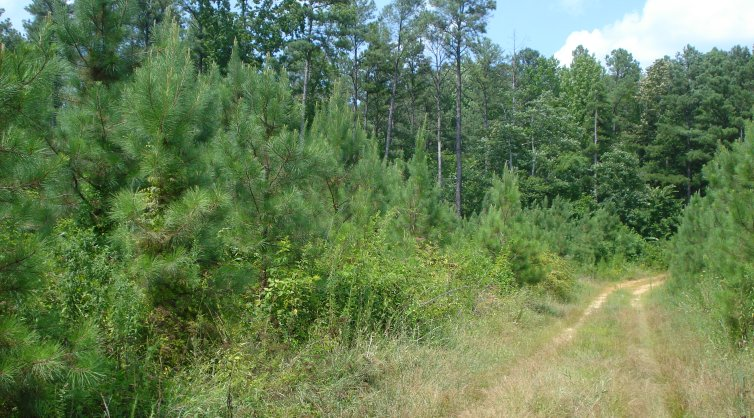
یک مزرعه درخت دارای گواهینامه ATFS در ویرجینیا، زیستگاه‌های مختلفی را برای حیات وحش فراهم می‌کند، در حالی که چوب هم تولید می‌کند.

یک مزرعه درخت (به انگلیسی: Tree farm)، جنگلی است که برای تولید الوار مدیریت می‌شود. اصطلاح مزرعه درخت همچنین برای اشاره به مزرعه درختان، نهالستان و مزارع درخت کریسمس استفاده می‌شود.